# Histoires de Marc Lebut et son voisin publiées dans Spirou
D’abord sous l’appellation de La Ford T, la série Marc Lebut et son voisin fut lancée le 10 février 1966 dans Spirou jusqu'en 1983. Beaucoup de récits complets et de gags, sur les mésaventures de Marc Lebut, de sa Ford T et de son malchanceux voisin le brave Monsieur Goular, ont précédé les grandes histoires en quarante-quatre pages. Les éditions Dupuis publièrent l'ensemble des gags en album dès 1968.

## Mini-récits
| Année | Spirou no | Titre                                                      | Scénariste                | Remarques                                                       |
| ----- | --------- | ---------------------------------------------------------- | ------------------------- | --------------------------------------------------------------- |
| 1966  | 1452      | Allégro Ford T 1                                           | Maurice Tillieux          | Récit complet de 6 pages                                        |
| 1966  | 1472      | Allégro Ford T 2                                           | Maurice Tillieux          | Récit complet de 6 pages                                        |
| 1966  | 1482      | Allégro Ford T 3                                           | Maurice Tillieux          | Récit complet de 6 pages                                        |
| 1966  | 1484      | Allégro Ford T 4                                           | Maurice Tillieux          | Récit complet de 6 pages                                        |
| 1966  | 1493      | Allégro Ford T 5                                           | Maurice Tillieux          | Récit complet de 6 pages                                        |
| 1966  | 1497      | Allégro Ford T 6                                           | Maurice Tillieux          | Récit complet de 6 pages                                        |
| 1967  | 1505      | La Trouvaille 1                                            | Maurice Tillieux          | Récit complet de 6 pages                                        |
| 1967  | 1511      | Joyeuses Pâques                                            | Francis                   | Récit complet de 6 pages                                        |
| 1967  | 1512      | La Trouvaille 2                                            | Maurice Tillieux          | Récit complet de 6 pages                                        |
| 1967  | 1520      | La Trouvaille 3                                            | Maurice Tillieux          | Récit complet de 6 pages                                        |
| 1967  | 1527      | La Trouvaille 4                                            | Maurice Tillieux          | Récit complet de 6 pages                                        |
| 1968  | 1554      | Appartement pour Ford T                                    | Maurice Tillieux          | Récit complet de 6 pages                                        |
| 1968  | 1556      | La Quatrième Roue                                          | Francis                   | Récit complet de 6 pages                                        |
| 1968  | 1557      | La Ford T s'envole                                         | Maurice Tillieux          | Récit complet de 6 pages                                        |
| 1968  | 1559      | Ford T et maison en T                                      | Maurice Tillieux          | Récit complet de 6 pages                                        |
| 1968  | 1560      | L'Homme des vieux                                          | Maurice Tillieux          | Histoire à suivre jusqu'au no 1581                              |
| 1968  | 1565      | Concerto de Pâques                                         | Maurice Tillieux          | Récit complet de 6 pages                                        |
| 1968  | 1584      | Ford T sans Ford T                                         | Maurice Tillieux          | Récit complet de 6 pages                                        |
| 1968  | 1598      | La Ford T réagit                                           | Maurice Tillieux          | Récit complet de 6 pages                                        |
| 1968  | 1601      | Noël sans Ford T                                           | Francis                   | Récit complet de 4 pages                                        |
| 1969  | 1604      | La Ford T rend service                                     | Maurice Tillieux          | Récit complet de 6 pages                                        |
| 1969  | 1610      | La Ford T remonte le temps                                 | Maurice Tillieux          | Récit complet de 6 pages                                        |
| 1969  | 1613      | Ford T à l'eau                                             | Francis                   | Gag                                                             |
| 1969  | 1615      | Bon anniversaire                                           | Francis                   | Gag                                                             |
| 1969  | 1617      | Week-end en Ford T                                         | Maurice Tillieux          | Récit complet de 6 pages                                        |
| 1969  | 1621      | Pêche                                                      | Francis                   | Gag                                                             |
| 1969  | 1623      | La Ford T passe à la télé                                  | Maurice Tillieux          | Récit complet de 6 pages                                        |
| 1969  | 1625      | Coup de main                                               | Francis                   | Gag                                                             |
| 1969  | 1627      | 3                                                          | Francis                   | Gag                                                             |
| 1969  | 1627      | Pour la Ford T, en avant Mars !                            | Maurice Tillieux          | Récit complet de 6 pages                                        |
| 1969  | 1631      | La Ford T à la foire                                       | Maurice Tillieux          | Récit complet de 6 pages                                        |
| 1969  | 1632      | Taupes                                                     | Francis                   | Gag                                                             |
| 1969  | 1635      | La Ford T en vacances                                      | Francis                   | Récit complet de six pages                                      |
| 1969  | 1636      | Ford T et P.D.G.                                           | Maurice Tillieux          | Récit complet de 12 pages                                       |
| 1969  | 1637      | Une scie !                                                 | Francis                   | Gag                                                             |
| 1969  | 1639      | La Ford T sur le sable                                     | Maurice Tillieux          | Récit complet de 6 pages                                        |
| 1969  | 1641      | Au voleur !                                                | Francis                   | Gag                                                             |
| 1969  | 1642      | Non à la Ford T                                            | Maurice Tillieux          | Récit de 6 pages                                                |
| 1969  | 1644      | Accident                                                   | Francis                   | Gag                                                             |
| 1969  | 1645      | Retour de manivelle                                        | Francis                   | Gag                                                             |
| 1969  | 1647      | Héliford–T                                                 | Maurice Tillieux          | Récit complet de 6 pages                                        |
| 1969  | 1648      | Le plombier                                                | Francis                   | Gag                                                             |
| 1969  | 1649      | Tabac                                                      | Francis                   | Gag                                                             |
| 1969  | 1651      | La Ford T chasse                                           | Maurice Tillieux          | Récit complet de 6 pages                                        |
| 1969  | 1652      | La Ford T et un arbre de Noël comme vous n’en aurez jamais | Maurice Tillieux          | Récit complet de 2 pages                                        |
| 1969  | 1653      | La Ford T dans le vent                                     | Maurice Tillieux          | Récit de 6 pages                                                |
| 1970  | 1657      | La Ford T au salon de l’auto                               | Maurice Tillieux          | Récit complet de 6 pages                                        |
| 1970  | 1662      | Neige et Ford T                                            | Maurice Tillieux          | Récit complet de 6 pages                                        |
| 1970  | 1663      | La Ford T s’en va en l’air                                 | Maurice Tillieux          | Récit complet de 4 pages                                        |
| 1970  | 1664      | Coup de main                                               | Francis                   | Gag                                                             |
| 1970  | 1666      | La Ford T au cinéma                                        | Maurice Tillieux          | Récit complet de 6 pages                                        |
| 1970  | 1667      |                                                            | Maurice Tillieux          | Récit complet de 4 pages sans titre                             |
| 1970  | 1670      | À l’eau                                                    | Francis                   | Gag                                                             |
| 1970  | 1672      | La Ford T gagne                                            | Maurice Tillieux          | Récit complet de 4 pages                                        |
| 1970  | 1676      | Sortie de garage                                           | Francis                   | Gag                                                             |
| 1970  | 1678      | Couleurs !                                                 | Francis                   | Gag                                                             |
| 1970  | 1679      | Voisins                                                    | Francis                   | Gag                                                             |
| 1970  | 1680      | La poubelle                                                | Francis                   | Gag                                                             |
| 1970  | 1682      |                                                            | Maurice Tillieux Franquin | Récit complet de 2 pages sans titre. Gaston Lagaffe y apparaît. |
| 1970  | 1685      | La Ford T rend visite                                      | Maurice Tillieux          | Récit complet de 6 pages                                        |
| 1970  | 1688      | Le feu                                                     | Francis                   | Gag                                                             |
| 1970  | 1689      | Hypnose                                                    | Francis                   | Gag                                                             |
| 1970  | 1694      | Silence !                                                  | Francis                   | Gag                                                             |
| 1970  | 1696      | La Ford T à la noce                                        | Maurice Tillieux          | Récit complet de 6 pages                                        |
| 1970  | 1699      | Un klaxon pour la Ford T                                   | Francis                   | Récit complet de 6 pages                                        |
| 1970  | 1701      | La Ford T suit le rallye                                   | Francis                   | Récit complet de 6 pages                                        |
| 1970  | 1704      | Perdus en Ford T                                           | Maurice Tillieux          | Récit complet de 6 pages                                        |
| 1970  | 1707      | La Ford T déménage                                         | Francis                   | Récit complet de 6 pages                                        |
| 1971  | 1710      | Un lit pour la Ford T                                      | Maurice Tillieux          | Récit complet de 6 pages                                        |
| 1971  | 1713      | On a volé la Ford T                                        | Maurice Tillieux          | Récit complet de 6 pages                                        |
| 1971  | 1713      | Qu’est–ce qu’un voisin ?                                   | Francis                   | Gag                                                             |
| 1971  | 1714      |                                                            | Francis                   | Gag                                                             |
| 1971  | 1716      | Ford T antivol                                             | Maurice Tillieux          | Récit complet de 6 pages                                        |
| 1971  | 1718      | La Ford T vous la coupe                                    | Maurice Tillieux          | Récit complet de 6 pages                                        |
| 1971  | 1719      |                                                            | Francis                   | Gag                                                             |
| 1971  | 1721      |                                                            | Francis                   | Récit complet                                                   |
| 1971  | 1726      |                                                            | Francis                   |                                                                 |
| 1971  | 1727      | La Ford T électrique                                       | Maurice Tillieux          | Récit complet de 6 pages                                        |
| 1971  | 1729      |                                                            | Francis                   | Gag                                                             |
| 1971  | 1730      |                                                            | Francis                   | Gag                                                             |
| 1971  | 1731      | Nettoyage à sec                                            | Francis                   | Récit complet de 2 pages                                        |
| 1971  | 1732      | Dialogue de sourds                                         | Francis                   | Gag                                                             |
| 1971  | 1732      | La Ford T et le super voisin 1                             | Maurice Tillieux          | Récit complet de 6 pages                                        |
| 1971  | 1735      | La Ford T et le super voisin 2                             | Maurice Tillieux          | Récit complet de 6 pages                                        |
| 1971  | 1740      | La Ford T fait peau neuve                                  | Maurice Tillieux          | Récit complet de 6 pages                                        |
| 1971  | 1742      | Dialogue de sourds                                         | Francis                   | Gag                                                             |
| 1971  | 1748      | La Ford T en Italie 1                                      | Francis                   | Récit complet de 6 pages                                        |
| 1971  | 1750      | Auto–stop                                                  | Francis                   | Gag                                                             |
| 1971  | 1751      | La Ford T en Italie 2                                      | Francis                   | Récit complet de 6 pages                                        |
| 1971  | 1753      | Prêt                                                       | Francis                   | Gag                                                             |
| 1971  | 1754      |                                                            | Maurice Tillieux          | Récit complet de 5 pages sans titre                             |
| 1971  | 1755      | Patient                                                    | Francis                   | Gag                                                             |
| 1971  | 1756      |                                                            | Francis                   | Gag                                                             |
| 1971  | 1759      | Ford T antipollution 1                                     | Francis                   | Récit complet de 8 pages                                        |
| 1972  | 1773      | Ford T antipollution 2                                     | Maurice Tillieux          | Récit complet de 8 pages                                        |
| 1972  | 1776      |                                                            | Francis                   | Gag                                                             |
| 1972  | 1777      | Ford T antipollution 3                                     | Francis                   | Récit complet de 6 pages                                        |
| 1972  | 1782      | La Ford T visite les Burg                                  | Maurice Tillieux          | Récit complet de 3 pages                                        |
| 1972  | 1786      | Ford T antipollution 4                                     | Maurice Tillieux          | Récit complet de 8 pages                                        |
| 1972  | 1794      | La Ford T prend l’air                                      | Maurice Tillieux          | Récit complet de 8 pages                                        |
| 1972  | 1798      |                                                            | Maurice Tillieux          | Récit complet de 6 pages sans titre                             |
| 1972  | 1802      |                                                            | Maurice Tillieux          | Gag                                                             |
| 1972  | 1810      |                                                            | Francis                   | Récit complet de 6 pages                                        |
| 1973  | 1820      |                                                            | Francis                   | Gag                                                             |
| 1973  | 1825      | La Ford T en Espagne                                       | Francis                   | Récit complet de 10 pages                                       |
| 1973  | 1827      |                                                            | Maurice Tillieux          | Récit complet de 2 pages                                        |
| 1973  | 1832      | Ford T et Publici T                                        | Francis                   | Récit complet de 8 pages                                        |
| 1973  | 1843      | Ford T 350 SLC                                             | Francis                   | Récit complet de 6 pages                                        |
| 1973  | 1847      | La Chasse aux papillons                                    | Francis                   | Récit complet de 6 pages                                        |
| 1973  | 1848      |                                                            | Francis                   | Gag                                                             |
| 1973  | 1852      |                                                            | Maurice Tillieux          | Récit complet de 8 pages                                        |
| 1973  | 1857      | Le Bolide Ford T                                           | Maurice Tillieux          | Récit complet de 6 pages                                        |
| 1974  | 1868      |                                                            | Maurice Tillieux          | Récit complet de 10 pages                                       |
| 1974  | 1871      | Le Ford T et l’eau merveilleuse                            | Maurice Tillieux          | Récit complet de 6 pages                                        |
| 1974  | 1875      |                                                            | Maurice Tillieux          | Gag                                                             |
| 1974  | 1877      |                                                            | Maurice Tillieux          | Gag                                                             |
| 1974  | 1881      |                                                            | Maurice Tillieux          | Gag                                                             |
| 1974  | 1908      |                                                            | Maurice Tillieux          | Gag                                                             |
| 1974  | 1810      | Le Cratu                                                   | Francis                   | Récit complet de 2 pages                                        |
| 1974  | 1814      |                                                            | Maurice Tillieux          | Récit complet de 6 pages                                        |
| 1975  | 1928      |                                                            | Francis                   | Gag                                                             |
| 1975  | 1929      | Drôle d’histoire                                           | Francis                   | Récit complet de 3 pages                                        |
| 1975  | 1930      | Du pétrole pour la Ford T                                  | Francis                   | Récit complet de 6 pages                                        |
| 1975  | 1936      |                                                            | Francis                   | Récit complet de 6 pages                                        |
| 1975  | 1841      |                                                            | Maurice Tillieux          | Récit complet de 8 pages                                        |
| 1975  | 1845      | L’aéro–Ford T                                              | Francis                   | Récit complet de 6 pages                                        |
| 1975  | 1851      |                                                            | Maurice Tillieux          | Récit complet de 4 pages                                        |
| 1975  | 1853      | La Paix                                                    | Maurice Tillieux          | Récit complet de 2 pages                                        |
| 1975  | 1855      |                                                            | Maurice Tillieux          | Récit complet de 6 pages                                        |
| 1975  | 1864      |                                                            | Maurice Tillieux          | Récit complet de 6 pages                                        |
| 1976  | 1988      | La Ford se déglonfle                                       | Francis                   | Récit complet de 5 pages                                        |
| 1977  | 2022      | Ford T Fortissimo !                                        | Francis                   | Récit à suivre jusqu'au numéro 2030                             |
| 1977  | 2031      | La Ford T et la de Dion-Bouton                             | Francis                   | Récit complet de 6 pages                                        |
| 1977  | 2048      |                                                            | Maurice Tillieux          | Récit complet de 7 pages                                        |
| 1977  | 2059      |                                                            | Maurice Tillieux          | Récit complet de 6 pages                                        |
| 1977  | 2064      |                                                            | Maurice Tillieux          | Récit complet de 2 pages                                        |
| 1977  | 2066      |                                                            | Maurice Tillieux          | Récit complet de 5 pages                                        |
| 1977  | 2067      |                                                            | Maurice Tillieux          | Gag                                                             |
| 1977  | 2068      |                                                            | Maurice Tillieux          | Récit complet de 2 pages                                        |
| 1978  | 2075      |                                                            | Maurice Tillieux          | Gag                                                             |
| 1978  | 2077      |                                                            | Maurice Tillieux          | Gag                                                             |
| 1978  | 2091      |                                                            | Maurice Tillieux          | Gag                                                             |
| 1978  | 2092      |                                                            | Maurice Tillieux          | Gag                                                             |
| 1978  | 2093      |                                                            | Maurice Tillieux          | Gag                                                             |
| 1978  | 2094      |                                                            | Maurice Tillieux          | Gag                                                             |
| 1978  | 2095      |                                                            | Maurice Tillieux          | Gag                                                             |
| 1978  | 2092      |                                                            | Maurice Tillieux          | Récit complet de 2 pages                                        |
| 1978  | 2100      |                                                            | Maurice Tillieux          | Récit complet de 6 pages                                        |
| 1978  | 2103      |                                                            | Maurice Tillieux          | Récit complet de 6 pages                                        |
| 1978  | 2105      |                                                            | Maurice Tillieux          | Récit complet de 6 pages                                        |
| 1978  | 2110      |                                                            | Maurice Tillieux          | Gag                                                             |
| 1978  | 2113      |                                                            | Maurice Tillieux          | Gag                                                             |
| 1978  | 2017      |                                                            | Maurice Tillieux          | Récit complet de 2 pages                                        |
| 1979  | 2126      | Electri–city                                               | Maurice Tillieux          | Récit à suivre                                                  |
| 1979  | 2027      | Electri–city                                               | Maurice Tillieux          | Récit à suivre                                                  |
| 1979  | 2032      | La Ford T fait des bonds                                   | Francis                   | Récit à suivre jusqu'au numéro 2147                             |
| 1980  | 2187      |                                                            | Francis                   | Récit complet de 4 pages                                        |
| 1981  | 2246      | La Ford T rutilante                                        | Maric                     | Récit complet de 6 pages                                        |
| 1982  | Album+1   | Le Buste à Bedon                                           | Francis                   | Récit complet de 44 pages                                       |
| 1982  | 2324      |                                                            | Francis                   | Gag                                                             |
| 1982  | 2325      |                                                            | Francis                   | Gag                                                             |
| 1982  | 2326      |                                                            | Francis                   | Gag                                                             |
| 1982  | 2329      | La Ford T fortunée                                         | Maurice Tillieux          | Récit complet de 8 pages                                        |
| 1982  | 2329      |                                                            | Francis                   | Gag                                                             |
| 1982  | 2330      |                                                            | Francis                   | Gag                                                             |
| 1982  | 2332      |                                                            | Francis                   | Gag                                                             |
| 1982  | 2333      |                                                            | Francis                   | Gag                                                             |
| 1983  | 2334      |                                                            | Francis                   | Gag                                                             |
| 1983  | 2335      |                                                            | Francis                   | Gag                                                             |